# سید احمد بهبهانی
میرزا سید احمد بهبهانی (۱۲۵۹ تهران - ۲۱ شهریور ۱۳۲۶ تهران) نماینده مجلس شورای ملی در دوره قاجار و پهلوی بود.
پدرش سید عبدالله بهبهانی از روحانیان تراز اول تهران و رهبران جنبش مشروطه‌خواهی بود. خودش نیز همچون پدر به سلک روحانیت درآمد و در تهران و نجف به تحصیل پرداخت. در جنبش مشروطه با پدرش همراه شد و پس از به توپ بستن مجلس به دستور محمدعلی شاه، او نیز با پدرش دستگیر و مدتی در باغشاه زندانی و سپس به نجف تبعید شد. 
در دوره پنجم، آخرین دوره مجلس شورای ملی در دوران قاجار، بهبهانی به نمایندگی تهران انتخاب شد و این کرسی را در دوره بعد نیز حفظ کرد. در انتخابات دوره نهم (آبان ۱۳۱۱) نفر سیزدهم شد (تهران دوازده نماینده داشت) اما چون حاج محمدحسین امین‌الضرب که به نمایندگی انتخاب شده بود، پیش از پذیرش نمایندگی درگذشت، به جای او برگزیده شد و به مجلس رفت.  بهبهانی تا پایان دوره چهاردهم بر کرسی نمایندگی تهران در مجلس نشست. در دوره چهاردهم رهبر جناح اکثریت بود.

### هشدار علیه آل‌سعود
در سالهایی که آل‌سعود در عربستان پیشروی و با تصرف حجاز، آرامگاه‌های بقیع و مدینه و دیگر نقاط را به نام جلوگیری از شرک و انحراف، ویران می‌کرد، سید احمد بهبهانی علیه آل‌سعود سخنرانی می‌کرد و از دولت می‌خواست با همکاری با دولتهای اسلامی دیگر (افغانستان، مصر و ترکیه) در عربستان مداخله و با آل‌سعود مقابله کند. او خواستار آن شد که با بیرون راندن آل‌سعود از حجاز، حاکمیت این منطقه به دست شورائی متشکل از نمایندگان دولتها و ملتهای مسلمان داده شود. وی همچنین از مجلس شورای ملی خواست کمیسیونی دوازده نفره از نمایندگان تشکیل دهد که با همکاری دولت و مشورت با روحانیون «در قضیه ظهور وهابیه در حجاز و تجاوزات مستقیم و غیرمستقیم آنها به مقدسات ملل اسلامی به‌خصوص ایران و تعیین تکلیف قطعی آتیه خطه مزبوره مطالعات لازمه نموده، نتیجه را به اسرع اوقات تقدیم مجلس شورای ملی بنماید و لدی‌الاقتضا با نمایندگان سیاسی ممالک اسلامی ترکیه افغانستان، مصر در این خصوص کنفرانسهایی برای تبادل نظر تشکیل بدهد».  بهبهانی طرح خود را برای تشکیل کمیسیون دوازده نفری در قالب طرحی دو فوریتی به مجلس داد که در دهم مهر ۱۳۰۵ به تصویب رسید. 